# نیکولای سولوویوف
نیکولای سولوویوف (روسی: Николай Николаевич Соловьёв؛ ۱۲ ژوئیه ۱۹۳۱ – ۱۵ نوامبر ۲۰۰۷) کشتی‌گیر فرنگی اهل اتحاد جماهیر شوروی سوسیالیستی بود.
وی در مسابقات کشوری و بین‌المللی در مجموع برندهٔ ۱ مدال طلا شده‌است.